# The Final Frontier
The Final Frontier (englisch für „Die letzte Grenze“) ist das 15. Studioalbum der britischen Heavy-Metal-Band Iron Maiden. Es erschien am 13. August 2010 in Europa und am 17. August 2010 in Nordamerika. Produzent des Albums war erneut Kevin Shirley, Co-Produzent war Steve Harris. Die Liedtexte behandeln überwiegend Themen aus der Science-Fiction. Die durchschnittliche Laufzeit der Stücke war mit fast acht Minuten die bis zu diesem Zeitpunkt längste in der Bandgeschichte. Das Artwork des Covers stammt von Melvyn Grant, der auch schon für das Artwork von Fear of the Dark, Virtual XI und Death on the Road verantwortlich war.

## Entstehung
Nach Beendigung der Tourneeaktivitäten 2009 zogen sich die Bandmitglieder zurück, um separat an Ideen für neue Lieder zu arbeiten. Im November und Dezember 2009 fanden sich die Musiker zu einer dreiwöchigen Songwriting-Session in Paris zusammen, während der größte Teil des neuen Materials entstand. Nach dem Jahreswechsel 2009/2010 begab sich die Band in die Compass Point Studios auf den Bahamas, um zunächst die Songs einzustudieren und dann mit den Aufnahmen zu beginnen. Während dieser Zeit entstanden weitere Lieder, u. a. The Alchemist sowie ein Großteil der Liedtexte. Nach rund zwei Wochen waren die Basisspuren aller Instrumente und des Gesangs aufgenommen. Nachdem die Gitarrenspuren overdubbt waren, begann der Endmix im Studio The Cave in Los Angeles. Dort nahm Bruce Dickinson auch die letzten Gesangspassagen auf, weil er die Texte auf den Bahamas zum Teil noch nicht fertig geschrieben hatte. Insgesamt war Iron Maiden mit den Arbeiten an dem Album einen Monat früher fertig als geplant.

## Titelliste
1. Satellite 15...The Final Frontier (Steve Harris, Adrian Smith) – 8:40
2. El Dorado (Bruce Dickinson, Steve Harris, Adrian Smith) – 6:48
3. Mother of Mercy (Steve Harris, Adrian Smith) – 5:20
4. Coming Home (Bruce Dickinson, Steve Harris, Adrian Smith) – 5:52
5. The Alchemist (Bruce Dickinson, Janick Gers, Steve Harris) – 4:28
6. Isle of Avalon (Steve Harris, Adrian Smith) – 9:06
7. Starblind (Bruce Dickinson, Steve Harris, Adrian Smith) – 7:48
8. The Talisman (Janick Gers, Steve Harris) – 9:03
9. The Man Who Would Be King (Steve Harris, Dave Murray) – 8:28
10. When the Wild Wind Blows (Steve Harris) – 11:00

## Rezeption

### Kritiken
Eduardo Rivadavia von AllMusic bemerkt, dass Iron Maiden mit dem Album näher an dem künstlerischen Vermächtnis ihrer triumphalen 2000er Reunion sei als mit den beiden Vorgängeralben. Die Band zeige, dass sie verstanden habe, allen Fans das zu geben, was sie wollen und erwarten. Yan Vogel von laut.de sieht das Album „irgendwo zwischen Selbstreferenz und Innovation sowie Klischee und Trademark“. Zwar warteten alle Titel mit „coolen Ideen“ auf, wiesen aber teilweise musikalische Längen auf. Das Online-Magazin whiskey-soda.de charakterisiert die Musik als „große melancholische Melodien in einem Gerüst aus klassischem Metal und progressivem Rock, aufgelockert durch den Riffrock alter Schule“, die bei jedem Hören besser werde. Kritisch sieht Robert Fröwein vom österreichischen Online-Magazin stormbringer.at das Album und beschreibt es als „lauwarme[n] Aufguss des deutlich stärkeren, aussagekräftigeren Vorgängers“, für die „größte Metalband des Planeten“ sei das Album nicht gut genug.

### Chartplatzierungen
Das Album erreichte in der ersten Veröffentlichungswoche in 23 Ländern Platz eins der Albumcharts. In Deutschland stiegen die Band am 24. August 2010 auf Platz eins in die Albumcharts ein.
| ChartsChartplatzierungen       | Höchstplatzierung | Wochen |
| ------------------------------ | ----------------- | ------ |
| Deutschland (GfK)              | 1 (12 Wo.)        | 12     |
| Österreich (Ö3)                | 1 (8 Wo.)         | 8      |
| Schweiz (IFPI)                 | 1 (11 Wo.)        | 11     |
| Vereinigte Staaten (Billboard) | 4 (8 Wo.)         | 8      |
| Vereinigtes Königreich (OCC)   | 1 (6 Wo.)         | 6      |

| ChartsJahrescharts (2010) | Platzierung |
| ------------------------- | ----------- |
| Deutschland (GfK)         | 58          |
| Österreich (Ö3)           | 63          |
| Schweiz (IFPI)            | 49          |

### Auszeichnungen für Musikverkäufe
| Land/Region                  | Auszeichnungen für Musikverkäufe (Land/Region, Auszeichnung, Verkäufe) | Verkäufe |
| ---------------------------- | ---------------------------------------------------------------------- | -------- |
| Brasilien (PMB)              | Platin                                                                 | 40.000   |
| Deutschland (BVMI)           | Gold                                                                   | 100.000  |
| Finnland (IFPI)              | Platin                                                                 | 22.510   |
| Frankreich (SNEP)            | Gold                                                                   | 50.000   |
| Italien (FIMI)               | Gold                                                                   | 30.000   |
| Kanada (MC)                  | Gold                                                                   | 40.000   |
| Kolumbien (ASINCOL)          | Gold                                                                   | 5.000    |
| Norwegen (IFPI)              | Gold                                                                   | 10.000   |
| Polen (ZPAV)                 | Gold                                                                   | 50.000   |
| Russland (NFPF)              | Gold                                                                   | 10.000   |
| Schweden (IFPI)              | Gold                                                                   | 20.000   |
| Schweiz (IFPI)               | Gold                                                                   | 15.000   |
| Vereinigtes Königreich (BPI) | Gold                                                                   | 100.000  |
| Insgesamt                    | 11× Gold · 2× Platin ·                                                 | 492.510  |

Hauptartikel: Iron Maiden/Auszeichnungen für Musikverkäufe